# Astragalus caulescens
Astragalus caulescens es una especie de planta del género Astragalus, de la familia de las leguminosas, orden Fabales.
Fue descrita científicamente por (Gontsch.) L. N. Abdusalyamova.